# Dalea coerulea
Dalea coerulea là một loài thực vật có hoa trong họ Đậu. Loài này được (L.f.) Schinz & Thell. miêu tả khoa học đầu tiên.